# Памятник участникам революционного движения (Рига)

Фрагмент «Стены коммунаров»

Памятник участникам революционного движения на кладбище Матиса — мемориальный ансамбль, открытый на рижском кладбище Матиса в ноябре 1959 года. Установлен согласно постановлению СМ ЛССР № 1016 «О сооружении памятников в связи с 50-й годовщиной революции 1905 года», принятому 23 декабря 1954 года. В советское время имел статус художественного памятника республиканского значения.
Сооружён в память о расстрелянных по приговору военно-полевого суда в ночь с 10 на 11 июня 1921 года, в Центральной тюрьме Риги, девяти членов Коммунистической партии Латвии: секретаря ЦК Я. Шилфа-Яунзема, члена ЦК А. Берце-Арайса, руководителей Военной организации партии П. Алксниса и Ф. Бергманиса, лидера Тукумской уездной организации Ж. Легздыньша, коммунистов О. Эглитиса, Э. Куммерманиса, Г. Миеркалнса и В. Лидумса.
Представляет собой высокую, протяжённую, выложенную грубыми гранитными блоками стену серого цвета, в центре которой находятся выполненные в человеческий рост фигуры приговорённых к смерти.
Авторам памятника — скульптору Льву Буковскому и архитекторам Олегу Закаменному и Александру Бирзениексу — в 1960 году была присуждена Государственная премия Латвийской ССР.